# Amphoe Sop Moei
Sop Moei (thaï : สบเมย) est un amphoe de la province de Mae Hong Son, dans le nord de la Thaïlande